# Alanna Smith
Alanna Smith (nacida el 10 de septiembre de 1996 en Hobart, Tasmania) es una jugadora de baloncesto australiana. Con 1.91 metros de estatura, juega en la posición de alero.